# Рассвет (Коты-Воители)
«Рассвет» (англ. Dawn) — детский фантастический роман, третья книга серии «Новое пророчество», написанная Кейт Кэри под псевдонимом Эрин Хантер и опубликованная 27 декабря 2005 года издательством HarperCollins. Книга рассказывает о приключениях четырёх племён — котов-воинов, после того как пять избранных котов возвращаются в лес с посланием найти новый дом.

## Сюжет
Коты-путешественники возвращаются домой. Перед тем, как разойтись по племенам, они договариваются привести своих предводителей к Скале Совета, хотя Четырёх Деревьев больше нет. В это время Листвичка находится в клетке Двуногих, в соседних вольерах томятся другие коты: домашняя киска Коди, Яролика, Белохвост, Невидимка, Шиповник из племени Ветра, Саша и несколько других бродяг. Белочка, Ежевика и Ураган, идущий поведать отцу о смерти Ласточки, находят Грозовое племя у Нагретых Камней, где коты устроили временный лагерь. Поговорив с Крутобоком, Ураган уходит, а Белочка и Ежевика,
```
коты воители рассказывают о своем путешествии соплеменникам, и Огнезвёзд соглашается пойти на встречу с другими предводителями.
```

Пятнистая Звезда, Чернозвёзд и Звёздный Луч тоже приходят, они залезают на вывороченную Скалу Советов и ждут знака, но ничего не происходит. Речное племя и племя Теней отказываются уходить с насиженных мест, и Грозовое племя и племя Ветра решают ждать, поскольку четыре племени не должны разделяться.
Во сне к Белочке приходит Пестролистая и показывает ученице, где Двуногие держат котов-воителей и других пленников. Проснувшись, она просит помощи у Ежевики, но тот отказывается что-либо предпринимать без Огнезвезда. Белочка и Медуница вдвоем отправляются вызволять Листвичку. Они встречают Крутобока, Терновника и Сероуса, а потом Ежевику. Вместе они отправляются к чудищу Двуногих, в котором держат котов, и освобождают их, но Крутобок не успевает вовремя выскочить из чудища, дверь захлопывается, и чудище увозит глашатая.
Коди временно остается у Грозовых котов. Воители уверены, что после похищения Крутобока Огнезвёзд должен выбрать нового глашатая, но тот отказывается, поскольку нет доказательств смерти серого воителя. От голода умирает дочь Тростинки и Дыма Остролисточка. Листвичка рассказывает Белочке и Ежевике о пророчестве Тигра и Пламени. Огнезвёзд ведет отряд вдоль реки, с ним идут Белочка, Ежевика и Уголёк. На границе с Речным племенем они встречают Сашу и, сперва не узнав её, гонят на соседскую территорию, где за свою мать заступается Коршун. Они разговаривают, и выясняется, что отцом Коршуна и Мотылинки был Звездоцап. По возвращении в лагерь Грозовой патруль узнает о смерти оруженосца Копуши, попавшего под чудище Двуногого.
Вскоре в Грозовое племя приходят Звёздный Луч, Одноус, Корноух и Грачик и сообщают, что Двуногие стали разрушать кроличьи норы, где их племя до этого пряталось, и им теперь негде жить. В это время к ним прибегает Рыжинка и просит о помощи, потому что Двуногие напали на лагерь племени Теней. Огнезвёзд тут же отправляется с патрулем на подмогу. Гости из племени Ветра и отряд Речного племени присоединяются к нему. Воители помогают племени Теней выбраться из лагеря, но на Огнезвёзда падает дерево, и он теряет ещё одну жизнь.
Поскольку теперь все племена, кроме Речного, потеряли свой дом, а Речное племя сильно голодает, все предводители согласны оставить лес. Они решают идти пока до Высоких Скал. Коди возвращается к своим Двуногим, а старейшины Горностайка, Белоснежка, Колокольчик и Тень остаются на прежней территории, потому что слишком стары для дальних путешествий. Пачкун умирает, и старейшины вызываются позаботиться о нём.
Племена доходят до фермы Ячменя и Горелого, и те дают им ночлег в заброшенном гнезде Двуногих, а потом прощаются с ними навсегда. Когда воители доходят до Высоких Скал, на ночном небе они видят падающую за горы звезду — это и есть умирающий воин, воин Звёздного племени, который показывает им путь к будущему дому. Племена идут через горы, где чувствуют себя крайне неуютно. Ученица племени Теней Дымушка срывается со скалы и погибает, а котёнка Алоцветик чуть не уносит орел.
К счастью, Клан Падающей Воды встречает путников и дает им приют в своей пещере. Там Грачик получает свое воинское имя — Грач. Когда племена собираются идти дальше, Ураган решает остаться в клане вместе с Речушкой, которую он любит, в то время как в племенах у него не осталось ни одной родной души. Коты спускаются с гор, и ночью Листвичке снится сон об огромной сверкающей воде. Когда воители доходят до большого озера, они понимают, что значил её сон — это место станет их новым домом.

## История публикации
Книга была впервые опубликована в твердом переплете 27 декабря 2005 года в США. Версия электронной книги была выпущена примерно через год, 6 ноября 2007 г., а версия в мягкой обложке — 14 ноября 2006 г. В Великобритании книга в твердом переплете была выпущена 1 января 2006 г., несколько дней после выхода версии для США. Версия в мягкой обложке была выпущена одиннадцатью месяцами позже, 1 декабря 2006 года. Канадская версия была выпущена Tween Publishing 2 ноября 2006 года. Рассвет был выпущен в твердой обложке в Австралии 27 декабря 2005 г. Точно так же версия в мягкой обложке и электронная книга были выпущены в тот же день, что и США, 14 ноября 2006 г. для мягкой обложки и 6 ноября 2007 г. для электронной книги.
Китайская версия вышла 30 марта 2009 года с немного другой обложкой. Внутри книг были упакованы трехмерные карты с изображением Листвички.

## Тематика
Темы книги включают религию, противоречивую преданность и сотрудничество. Обозреватель Children's Literature написал, что книга «показывает, насколько трудно четырем отдельным, а иногда и враждебным племенам, работать вместе для достижения общей цели, но также показывает преимущества этого сотрудничества». Это относится к тому, как все четыре племени, которые раньше сражались друг с другом, должны внезапно помогать друг другу для достижения общей цели. Религия и верность исследуются, когда племена встречаются с Кланом Падающей Воды. Религиозный вопрос заставляет клан и племя слегка недоверчиво относиться друг к другу, потому что они не понимают друг друга. Редактор серии Виктория Холмс, однако, заявила в чате автора, что и клан, и племя «одинаково правы», когда дело касается веры.

## Критика
«Рассвет» был тепло встречен несколькими критиками. В обзоре Booklist книгу назвали «в высшей степени удовлетворяющей». Рецензент из Kirkus Reviews сказал, что, хотя проза романа была плохой, у «Рассвета» был хороший сюжет. Рецензент также сообщил, что автору удалось заставить читателя переживать за персонажей.
Рецензент по детской литературе написал, как трудно не перепутать имена, хотя он хвалил тему сотрудничества в романе. Рецензент Detroit Free Press также похвалил книгу и порекомендовал её любителям басен и кошек. Обзор «Рассвета» и «Звездного света» из Horn Book Reviews включал похвалу за способность Эрин Хантер уравновесить «множество сюжетных линий и точек зрения, создавая правдоподобный мир».